# Фетишизм спандексу

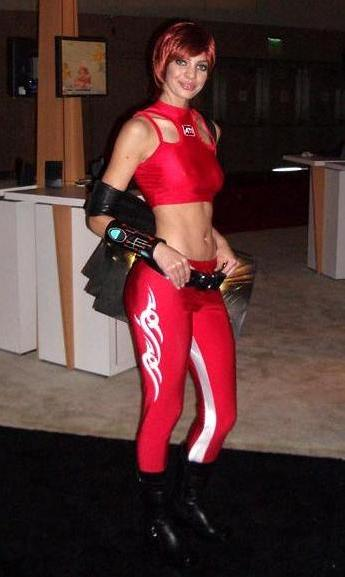
Хостес у костюмі зі спандексу на виставці Electronic Entertainment Expo.

Фетишизм спандексу — фетишистський потяг до людей, які носять облягаючі еластичні тканини, або до предметів одягу з таких матеріалів. Одяг зі спандексу часто носять плавці, гімнасти, танцюристи балету, борці, веслувальники, велосипедисти, конторсіоністи та циркачі, а фетишисти спандексу можуть впроваджувати фантазії про ці види діяльності у свій конкретний фетиш.

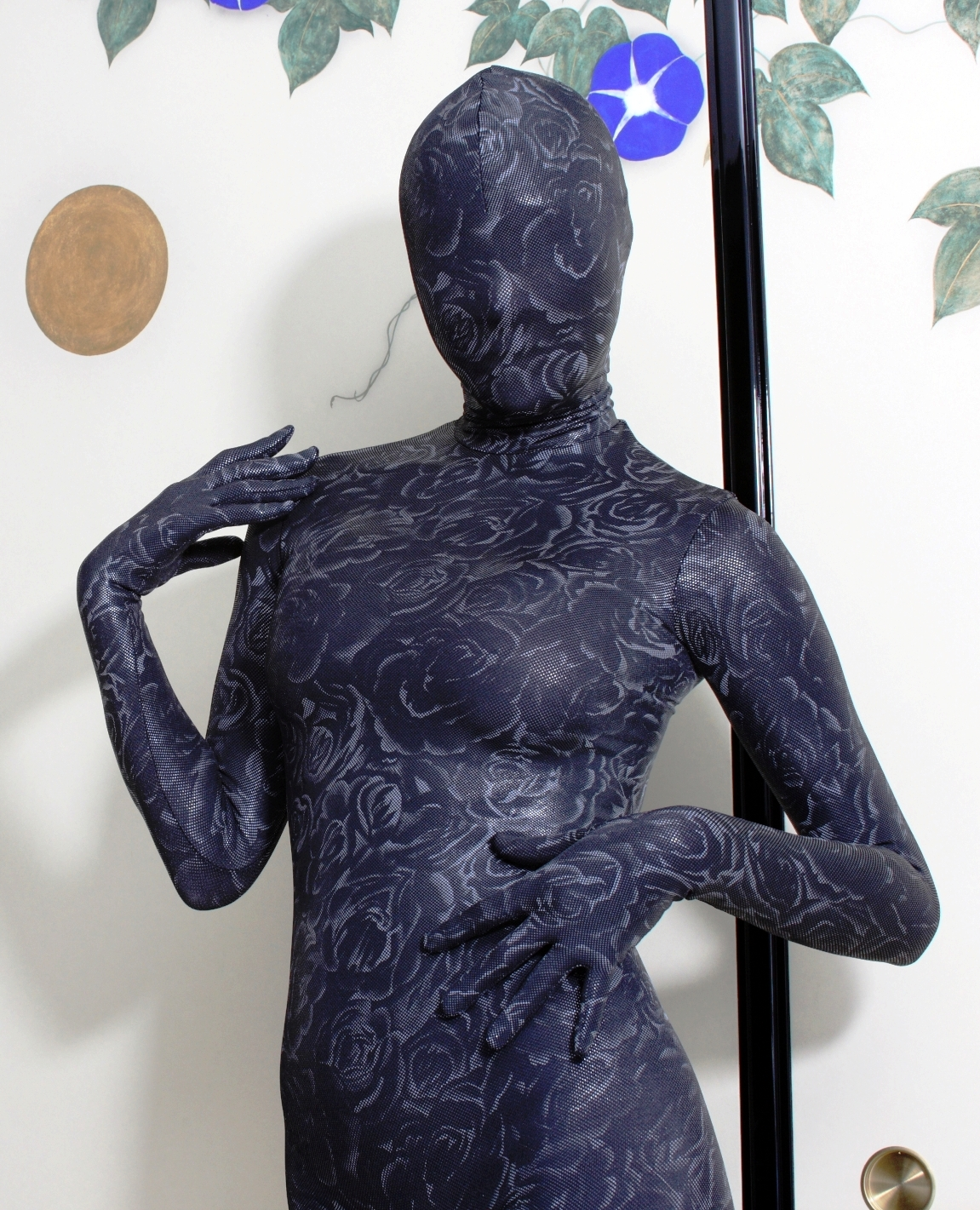
Костюм зентай зі спандексу

Однією з причин фетишизації спандекса та інших обтягуючих тканин є те, що одяг утворює «другу шкіру», діючи як замінник власної шкіри того, хто носить. Ті, хто носить облягаючий одяг зі спандекса із нейлоном та бавовною, можуть виглядати голими або покритими блискучою або матовою речовиною, як-от фарба. Тугість предметів одягу також може розглядатися як бондаж. Ще одна причина, яка принаймні стосується нейлонової тканини зі спандексом, полягає в тому, що матеріал може мати дуже гладку шовкову поверхню, яка надає фетишу тактильний вимір, а також візуальний. Тиск вузького одягу на статеві органи може стати досить чуттєвим.
Фетишизм колготок можна розглядати як клас фетишизму спандекса.